# Ngombe
Gli Ngombe sono una etnia Bantu della Repubblica Democratica del Congo, stanziati prevalentemente nelle province di Equatore, Nord Ubangi e Sud Ubangi. Fanno parte del più ampio raggruppamento etnolinguistico dei Bangala.
La vita di questo “popolo dell'acqua” è strettamente legata a quella del fiume Congo. Praticano la pesca, l'agricoltura sulle rive e il commercio a monte o a valle. Tra queste tre attività, il lavoro della terra è rimasto un elemento essenziale della loro vita, e questo lavoro viene spesso svolto in modo collettivo. Ciò si spiega con il fatto che gli Ngombe sono ancora un popolo unito, animato dallo spirito di unità espresso dallo slogan “Iso Ngombe” (Noi Ngombe). La pesca, l'allevamento e la caccia sono attività secondarie. Il commercio e lo scambio erano basati sul baratto prima dell'arrivo del denaro.
La loro lingua tradizionale è il lingombe, suddiviso in vari dialetti, ma come per gli altri popoli bangala, il lingala è ampiamente usato.